# Pier Virginio Aimone Braida
Pier Virginio Aimone Braida (* 29. Juli 1948) ist ein Schweizer Kirchenrechtler.

## Leben
Pier Virginio Aimone Braida absolvierte zunächst ein Jurastudium an der Universität Turin. Danach studierte er Philosophie und Katholische Theologie an der Theologischen Fakultät in Turin. Aimone Braida wurde 1976 an der Päpstlichen Lateranuniversität in Rom im Fach Kanonisches Recht promoviert. 1977 erwarb er am Studium rotale der Römischen Rota zudem den Titel eines Rota-Advokaten.
Von 1977 bis 1978 lehrte Pier Virginio Aimone Braida Kanonisches Recht an der Theologischen Fakultät in Turin, bevor er Mitarbeiter am Europäischen Gerichtshof wurde. Aimone Braida war von 1985 bis 1987 Professor an der Fakultät für Zivilrecht der Päpstlichen Lateranuniversität in Rom. Nachdem er von 1990 bis 1991 abermals für den Europäischen Gerichtshof tätig gewesen war und sich an der Otto-Friedrich-Universität Bamberg für die Fächer Kanonisches Recht und kirchliche Rechtsgeschichte habilitiert hatte, wurde er ordentlicher Professor für Kirchenrecht an der Universität Fribourg.
Nach der 2009 erfolgten Emeritierung war Pier Virginio Aimone Braida bis 2014 als Richter am Interdiözesanen Schweizerischer Kirchlichen Gericht (ISKG) tätig. Von 2011 bis 2021 war Aimone Braida Gastprofessor an der Päpstlichen Universität Urbaniana in Rom. Weitere Gastprofessuren hatte er an der Päpstlichen Katholischen Universität von Argentinien (UCA) in Buenos Aires, an der University of Adelaide, an der Robbin’s collection school of Law der Berkeley University und an der Saint Louis University inne.

## Schriften (Auswahl)
- L’ intervento dello stato nelle nomine dei vescovi con particolare riferimento ai paesi non concordatari dell'Europa occidentale. Città Nuova Editrice, Rom 1978, OCLC 213792642 (zugleich Dissertation, Lateranuniversität).
- La dottrina politica della decretistica. 2 Bände, Rom 1990, OCLC 833587556.
- Summa in decretum Simonis Bisinianensis (= Monumenta iuris canonici. Series A, Corpus glossatorum. Band 8). Biblioteca Apostolica Vaticanas, Vatikanstadt 2014, ISBN 8821009009.
- Le finanze del Papa (= Quaderni di Ius missionale. Band 8). Urbaniana University Press, Vatikanstadt 2016, ISBN 8840140786.